# Station Sosnowiec Główny
Station Sosnowiec Główny is een spoorwegstation in de Poolse stad Sosnowiec.